# Верх-Кучуцька сільська рада
Верх-Кучу́цька сільська рада (рос. Верх-Кучукский сельский совет) — сільське поселення у складі Шелаболіхинського району Алтайського краю Росії.
Адміністративний центр — село Верх-Кучук.

## Населення
Населення — 1230 осіб (2019; 1354 в 2010, 1585 у 2002).

## Склад
До складу сільської ради входять:
| Населений пункт  | Населення, осіб (2002) | Населення, осіб (2010) |
| ---------------- | ---------------------- | ---------------------- |
| Верх-Кучук, село | 1222                   | 1074                   |
| Івановка, село   | 363                    | 280                    |